# Spectacle Lake Park
Spectacle Lake Park är en park i Kanada.   Den ligger i provinsen British Columbia, i den sydvästra delen av landet, 3 600 km väster om huvudstaden Ottawa. Spectacle Lake Park ligger 433 meter över havet. Den ligger vid sjön Spectacle Lake.
Terrängen runt Spectacle Lake Park är huvudsakligen kuperad. Spectacle Lake Park ligger uppe på en höjd. Runt Spectacle Lake Park är det ganska glesbefolkat, med 38 invånare per kvadratkilometer.. Närmaste större samhälle är Saanich, 15,1 km öster om Spectacle Lake Park. 
I omgivningarna runt Spectacle Lake Park växer i huvudsak blandskog.